# الجيش المجري
القوات الدفاع المجرية (بالمجرية: Magyar Honvédség) جيش المجر الوطني. به حالياً فرعان هما: القوات البرية المجرية والقوات الجوية المجرية.
مصطلح «قوة الدفاع الرئيسية» كانت في الأصل تستخدم للإشارة إلى القوات المسلحة التي وضعها لويوش كوشوت للدفاع واللجنة الوطنية للبرلمان المجري الثورية خلال الثورة المجرية عام 1848. وفقا للتسوية النمساوية المجرية عام 1867،
وHonvédség هو اسم الجيش الهنغاري منذ عام 1848 مشيرا إلى غرضه («هون» معنى «الوطن» و«فيد» معنى «مدافع» أو «الدفاع» من ثم «هونفيد» معنى «الوطن الدفاع»).

## الاسم
Honvédség هو اسم الجيش المجري. وهو ما يعني حرفياً (المدافعين عن الوطن)، وكان يستخدم في الأصل للإشارة إلى الجيش الثوري الذي أنشأه لويوش كوشوت، واللجنة الوطنية للدفاع حمية الثوري المجري في سبتمبر 1848 أثناء الثورة المجرية. وفقا للتسوية النمساوية المجرية عام 1867، سمح للهنغاريين لقواتهم المسلحة لإقامة وطن للدفاع متكامل داخل القوات الإمبراطوري. أصبح Honvédség جيش المجري تحديدا داخل الإمبراطورية النمساوية المجرية، متميزة عن Landwehr النمساوية والإمبراطورية والجيش الملكي (كوك) من الإمبراطورية ككل.
واصلت Honvédség الأجل ليكون اسم الجيش المجري بعد نهاية الحرب العالمية الأولى وتفكك الإمبراطورية. لا يزال يسمى الجيش المجري المجري Honvédség حتى يومنا هذا، وهونفيد رتبة متساوية إلى القطاع الخاص.
كما يستخدم هذا المصطلح في اسم النادي لكرة القدم المجرية، بودابست هونفيد FC، أصلا فريق كرة القدم في الجيش.

### العسكرية الحديثة القديمة، القرون الوسطى، وأوائل

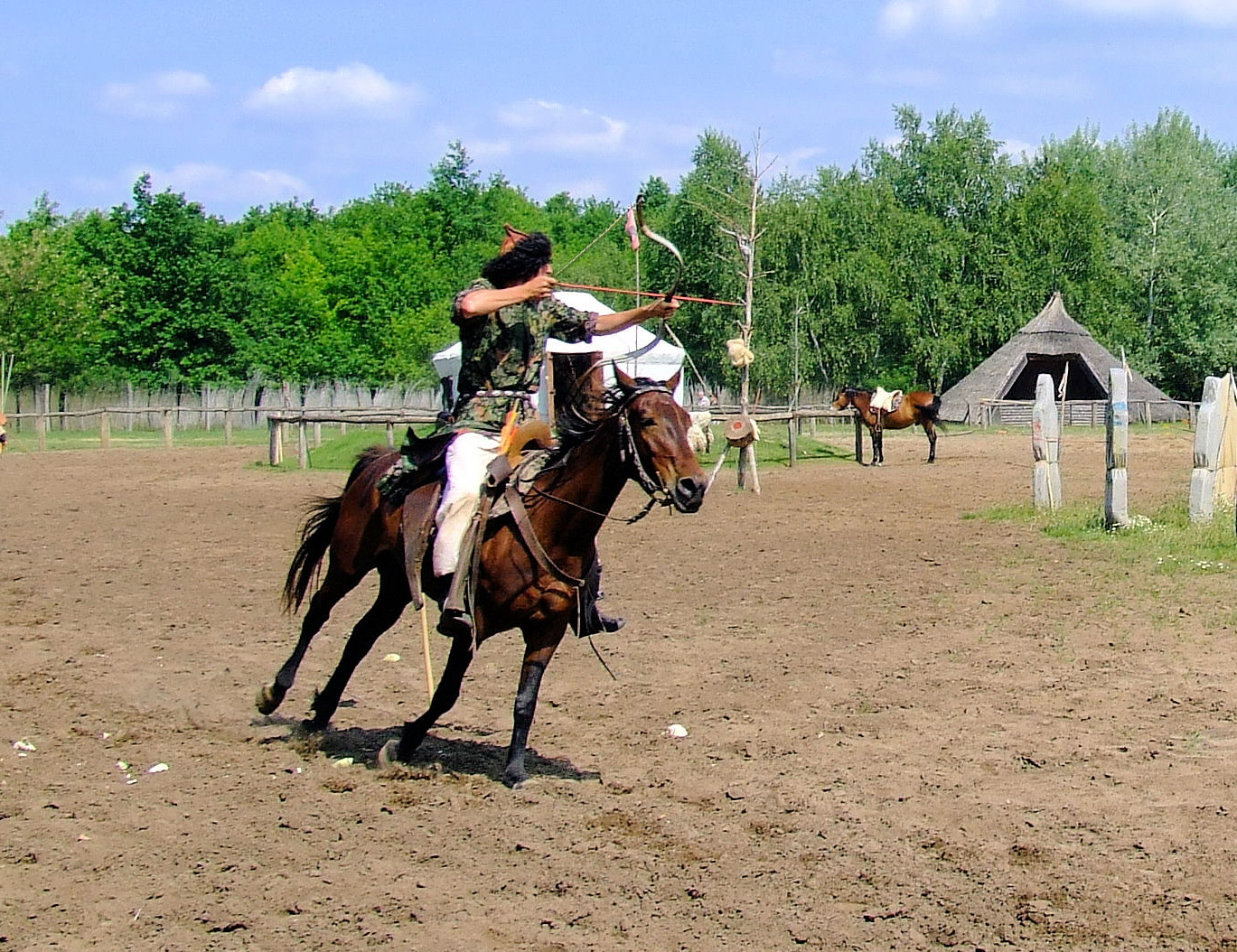
حصان آرتشر العرض في المجر

## التاريخ

### هابسبورغ العسكرية المجرية

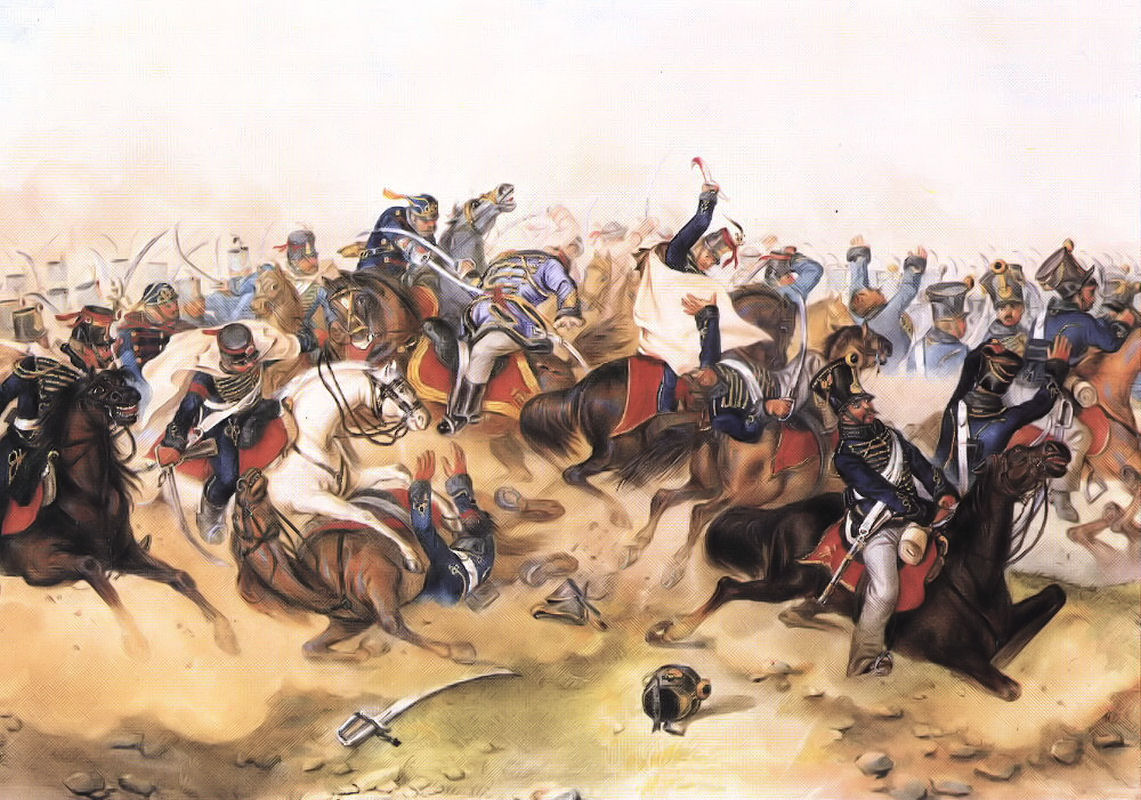
فرقة فرسان الهنغارية في أثناء المعركة الثورة المجرية عام 1848.

تحت حكم هابسبورغ، ارتفع إلى الشهرة فرقة فرسان المجرية الدولية ويخدم كنموذج لسلاح الفرسان الخفيفة في العديد من البلدان الأوروبية. خلال القرنين 18 و 19 خدم مئات الآلاف من الذكور المسجلين المجرية قسرا 12 عاما أو أكثر كل منها خط المشاة في الجيش الإمبراطوري النمساوي.
توقف الحروب استقلال اثنين من هذه الحقبة، أن الأمير Rákóczi فرانسيس الثاني بين 1711 و 1703 وذلك لاجوس كوسوث في 1848-1849. ودعا 11 يوليو 1848 عمل البرلمان في بودابست لتشكيل جيش وهونفيد من 200000 من شأنها أن استخدام اللغة المجرية من الأمر. كان لها أن تكون تشكلت حول وحدات موجودة بالفعل إمبراطورية وعشرين كتيبة من المشاة، وعشرة أفواج هوسار، وفوجين من سيزيكيلي من الحدود العسكرية ترانسلفانيا. وانضم مزيد من قبل ثماني شركات من فوجين الإيطالية المتمركزة في المجر وأجزاء من فوج المدفعية الخامسة البوهيمي [4].
1848-1849 في تحقيق هونفيد (تتألف في معظمها تتكون من الوطنيين المتحمسين مع أي تدريب عسكري قبل) نجاحات مذهلة ضد مدربة ومجهزة بشكل أفضل القوات النمساوية، على الرغم من ميزة واضحة في الأرقام على الجانب النمساوي. حملة الشتاء بيم جزف وحملة الربيع Görgey ارتور وحتى يومنا هذا تدرس في المدارس العسكرية المرموقة في جميع أنحاء العالم، بما في أكاديمية وست بوينت في الولايات المتحدة. بعد أن عانت من نكسات الأولية، بما في ذلك الخسائر في بودابست، اتخذ هونفيد عدم الاستفادة من النمساويين "المبادرة وإعادة تشكيل الحكومة حول كوسوث Debreczen مقرا لها. [5] مرة أخرى متقدمة والمجريين وبحلول نهاية ربيع 1849، المجر وتمت تبرئة أساسا من القوات الأجنبية، وسيكون قد حقق الاستقلال، لولا التدخل الروسي. بناء على طلب من فرانز جوزيف إمبراطور النمسا، [6] غزا الروس مع قوة من 190,000 جندي—مقابل 135,000 في هونفيد و-- وهزم الجيش بحسم بيم الرجل الثاني في ترانسيلفانيا، وفتح الطريق إلى قلب هنغاريا. بهذه الطريقة فاق الائتلاف النمساوية الهنغارية القوات الروسية 3:1، مما أدى إلى استسلام المجر في Világos في 13 أغسطس 1849. ذهب ساندور بيتوفي، الشاعر المجرية، في عداد المفقودين في العمليات في معركة Segesvár، ضد القوات الروسية الغازية.
في نيسان 1867، تم تأسيس الإمبراطورية النمساوية الهنغارية. واعترف فرانز جوزيف، رئيس سلالة هابسبورغ القديمة، لأن كلا من إمبراطور النمسا وملك المجر. ومع ذلك، ظلت قضية ما شكل الجيش المجري سيستغرق مثار خلاف جدي بين القوميين وقادة المجرية النمساوية. [7] كما هدد الاتحاد المأزق السياسي، وأمر الإمبراطور فرانز جوزيف مجلسا من الجنرالات في نوفمبر من نفس العام. في نهاية المطاف، قرر القادة على الحل التالي: بالإضافة إلى الجيش (كوك) مشتركة، والمجر سوف تكون لها قوة دفاعها، وأقسم أعضاؤها اليمين لملك هنغاريا (الذي كان أيضا إمبراطور النمسا) والوطني الدستور، واستخدام اللغة المجرية من الأوامر، وعرض أعلام وشارات خاصة بهم. (والنمسا تشكل أيضا موازية خاصة بها قوة الدفاع الوطني، وLandwehr.) [8] ونتيجة لهذه المفاوضات، في 5 كانون الأول 1868، تم تأسيس الجيش الملكي الهنغارية (المجرية Kiralyi Honvedseg، أو قوة الدفاع).
كان يعامل عادة Honvédség بسخاء من قبل البرلمان في بودابست. [9] بحلول 1873 كان لديها بالفعل أكثر من 2800 ضابط والرجال 158000 تنظيمها في 86 الكتائب وأسراب 58. في عام 1872، بدأت الأكاديمية Ludovika رسميا تدريب الطلبة (وضباط الأركان في وقت لاحق). الوحدات المشاركة في المناورات Honvédség ونظمت في سبعة أقسام في سبع مناطق عسكرية. في حين لم يسمح المدفعية، فإن قوة البطاريات شكل بنادق جاتلينج في 1870s. [10]
في خضم المشاكل بين الحكومة والبرلمان الإمبراطوري في عام 1906، كان Honvédség مزيد من التوسع، وتلقت أخيرا المدفعية وحداتها الخاصة. في هذا النموذج، اقترب من قوة الحرب العالمية المقبلة في معظم النواحي باعتباره حقا «الوطنية» الجيش المجري. [11]

#### الحرب العالمية الأولى
الجنود المجرية «أبلوا بلاء حسنا» في كل جبهة معارضة من النمسا والمجر في الحرب العالمية الأولى. [11] اعتبرت وحدات Honvédség (جنبا إلى جنب مع Landwehr النمساوية) يصلح لخدمة خط الجبهة القتالية ومساوية لتلك من كوك مشتركة الجيش. [12] رأوا مكافحة خصوصا على الجبهة الشرقية، وفي معارك Isonzo على الجبهة الإيطالية. للخروج من الرجال 8000000 حشد من النمسا والمجر، توفي أكثر من مليون شخص. وكان المجريون كمجموعة الوطنية الثانية فقط لالنمساويين الألمانية في نصيبها من هذا العبء، والتي تشهد حالة وفاة حرب 28 شخصا لكل ألف [13].
بعد انهيار الإمبراطورية النمساوية المجرية في أواخر 1918، قام الجيش الأحمر في الدولة الشيوعية الهنغارية (المجرية الجمهورية السوفياتية) حملات ناجحة لحماية حدود البلاد. ومع ذلك، في حرب الهنغارية الرومانية من سحق القوات الرومانية في نهاية المطاف 1919 الشيوعيين في ربيع عام 1919، ولا سيما في معركة تيسا. وجاءت هنغاريا تحت الاحتلال الروماني، والصربية، والاميركية والقوات الفرنسية.
وفقا لمعاهدة بوخارست، لدى مغادرته، اتخذ الجيش الروماني تعويضات كبيرة للتعويضات. وشملت هذه السلع الزراعية والآلات الصناعية وكذلك المواد الخام. [14] معاهدة تريانون محدودة للجيش المجري إلى 35,000 من الرجال وحرم التجنيد. كان ممنوعا على الجيش لامتلاك الدبابات والمدرعات الثقيلة، وقوة جوية.

### منتصف القرن العشرين
في 9 أغسطس 1919، الأدميرال ميكلوس هورثي المتحدة المناهض للشيوعية مختلف الوحدات العسكرية في جيش وطني قوي 25,000 (Nemzeti Hadsereg). في 1 كانون الثاني 1922، ومرة أخرى ردسنت الجيش الوطني المجري للجيش الملكي.
خلال 1930s و 1940s في وقت مبكر، وكان مشغولا مع المجر استعادة الأراضي الشاسعة وكمية ضخمة من السكان فقدوا في معاهدة تريانون السلام في فرساي في عام 1920. هذا يتطلب قوات مسلحة قوية لهزيمة الدول المجاورة وهذا كان شيئا لا يمكن تحمله المجر. بدلا من ذلك، أدلى ريجنت المجرية، الأدميرال ميكلوس هورثي، تحالف مع الرايخ الألماني أدولف هتلر الثالث. في مقابل هذا التحالف والجوائز عبر فيينا، وردت المجر إعادة أجزاء من اراضيه المفقودة من يوغوسلافيا ورومانيا وتشيكوسلوفاكيا. كانت المجر لدفع ثمنا باهظا خلال وبعد الحرب العالمية الثانية لهذه المكاسب المؤقتة. [بحاجة لمصدر] [توضيح حاجة]
في 5 آذار 1938، أعلن رئيس الوزراء كالمان Darányi برنامج إعادة التسلح (برنامج جيور يسمى، الذي سمي على اسم المدينة حيث تم الإعلان عنه للجمهور). ابتداء من 1 أكتوبر، أنشأت القوات المسلحة خطة التوسع الخمسية لأوامر منقحة Huba الأول والثاني والثالث من المعركة. وقد عرض التجنيد على أساس وطني في عام 1939. نمت القوة في وقت السلم للجيش الهنغاري إلى 80,000 رجال السلك المنظمة إلى أوامر السبع. [15]
في آذار 1939، شنت غزوا من هنغاريا والجمهورية السلوفاكية التي شكلت حديثا. خاضت كل من الجيش الملكي المجرية وسلاح الجو الملكي المجرية في الحرب السلوفاكية المجرية وجيزة. وقد انطلق هذا الغزو لاستعادة جزء من الأراضي السلوفاكية المفقودة بعد الحرب العالمية الأولى.
في 1 آذار 1940، نظمت هنغاريا قواتها البرية في الجيوش الميدانية الثلاثة. أوفد الجيش المجري الجيش المجري أولا، وثانيا للجيش الهنغاري، والجيش المجري الثالث. باستثناء المستقلة «فيلق الجيش الانتقال السريع» (Gyorshadtest)، تم إنزالها في البداية عن ثلاثة جيوش الميدان الهنغارية والواجبات الدفاعية الاحتلال داخل الأراضي الهنغارية استعادت.

#### الحرب العالمية الثانية
في نوفمبر 1940، وقعت المجر حلف الثلاثي، وأصبح عضوا في محور مع ألمانيا النازية وإيطاليا الفاشية.
في نيسان 1941، وانضمت المجر من أجل استعادة أراضيها، والألمان في غزو يوغوسلافيا.
بعد الهجوم كاسا المثيرة للجدل، وانضم عناصر من الجيش الهنغاري الغزو الألماني للاتحاد السوفياتي، عملية بارباروسا. في أواخر صيف عام 1941، وسجل المجري «رابيد كور» (Gyorshadtest)، جنبا إلى جنب مع مجموعات ألمانية والرومانية الجيش، نجاحا كبيرا ضد السوفيات في معركة أومان. وكان أكثر قليلا من عام في وقت لاحق والمتناقضة بشكل صارخ مع النجاح في أومان، والدمار شبه الكامل للجيش الثاني المجرية على ضفاف نهر الدون في ديسمبر كانون الأول عام 1942 أثناء معركة ستالينغراد ل.
خلال عام 1943، كان الجيش المجري الثاني أعيد بناؤه. في أواخر عام 1944، كجزء من Panzerarmee Fretter - بيكو، شاركت في تدمير مجموعة ميكانيكية السوفياتي في معركة دبريسين. ولكن تبين أن هذا الأمر انتصارا باهظ الثمن. لم تكن قادرة على إعادة بناء من جديد، وسرحت الجيش المجري الثاني في نهاية عام 1944.
للحفاظ على المجر حليفا، أطلق الالمان عملية مارغريت واحتلت المجر في مارس 1944. ومع ذلك، وخلال انتفاضة وارسو، ورفضت القوات المجرية للمشاركة. [16]

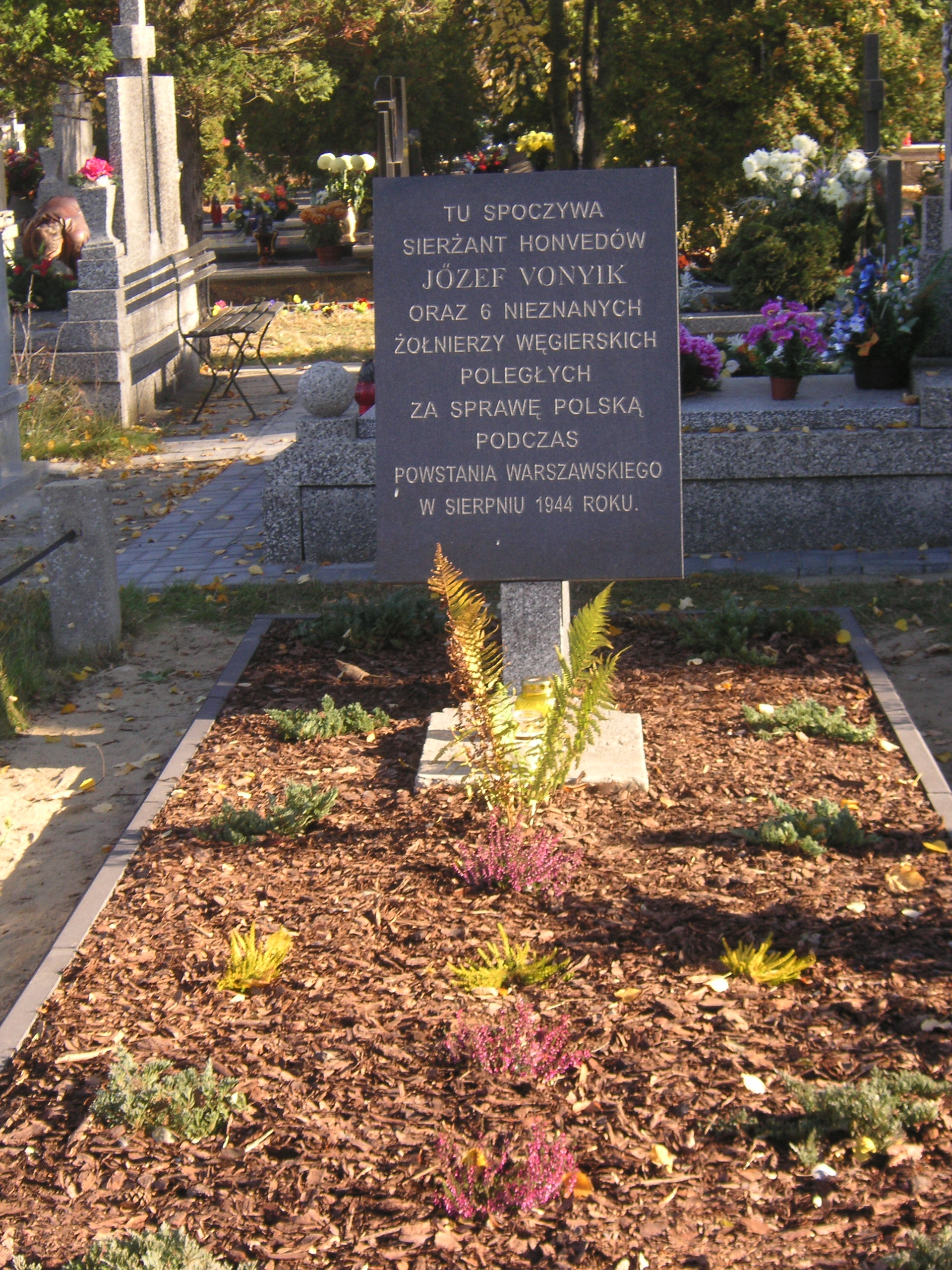
قبور المجري هونفيد كابتن و6 من رجاله الذين سقطوا، والقتال على الجانب البولندي في انتفاضة وارسو 1944

في 15 تشرين الأول 1944، شنت عملية Panzerfaust الألمان وأجبر على التنازل عن العرش هورثي. وأدلى مؤيدة للنازية فيرينك Szálasi رئيس الوزراء من قبل الألمان.
في 28 ديسمبر 1944، تم تشكيل حكومة مؤقتة تحت سيطرة الاتحاد السوفياتي في دبرسن المحررة ميكلوس مع بيلا ورئيس وزرائها. وكان ميكلوس قائد الجيش المجري الأولى، ولكن معظم من الجيش الأولى قفت مع الألمان، ودمرت معظم ما تبقى منها حوالي 200 كيلومترا شمال بودابست في الفترة بين 1 يناير و 16 فبراير.. تنافس الحكومة الموالية للشيوعية التي شكلتها ميكلوس مع الحكومة الموالية للنازية من Szálasi فيرينك. حارب الالمان وSzálasi، والمؤيدة للألماني القوات المجرية الموالية للSzálasi جرا. في 20 كانون الثاني 1945، وقع ممثلون عن الحكومة المؤقتة للميكلوس بيلا هدنة في موسكو. ولكن القوات الموالية للSzálasi ما زالت مستمرة في القتال.
أكمل الجيش الأحمر، بمساعدة من وحدات الجيش الروماني، وتطويق بودابست في 29 كانون الأول 1944 وبدأ حصار بودابست. في 2 شباط 1945، على قوة من الجيش المجري كان 214465 الرجال، ولكن قد شكلت حوالي 50,000 من هذه الكتائب في العمل العزل. [16] حصار بودابست انتهت باستسلام من المدينة يوم 13 فبراير. ولكن، كان الألمان في حين أن القوات الألمانية في المجر وعموما في حالة الهزيمة، مفاجأة لأحد أكثر السوفيات.
في أوائل مارس 1945، شن الألمان الهجومية بحيرة بالاتون بدعم من المجريين. وطيلة ما يقرب من هذا الهجوم قبل أن تبدأ. بحلول 19 مارس 1945، كانت القوات السوفياتية استعادت جميع الأراضي التي خسرتها خلال الهجوم 13 يوما الألمانية. [17]
بعد الهجوم الذي باء بالفشل، هزم الألمان في المجر. تم تدمير معظم ما تبقى من الجيش الثالث المجرية نحو 50 كيلومترا غربي بودابست بين 16 مارس و 25 مارس 1945. رسميا، انتهت عمليات السوفياتي في المجر في 4 نيسان 1945 عندما تم طرد القوات الألمانية الماضي.
تراجعت بعض المجريين الموالية للفاشية مثل Szálasi مع الألمان في النمسا وتشيكوسلوفاكيا. خلال المرحلة الأخيرة من الحرب، خاضت القوات المجرية الفاشي في فيينا، بريسلاو، Küstrin، وعلى طول نهر أودر. [16]
في 7 أيار 1945، وقعت العام ألفرد جودل، ورئيس الأركان الألماني، وثيقة الاستسلام غير المشروط لجميع القوات الألمانية. جودل وقعت هذه الوثيقة خلال احتفال أقيم في فرنسا. في 8 مايو، وفقا لرغبات الاتحاد السوفياتي، وتكرر الاحتفال في ألمانيا ويلهلم كيتل المارشال الميدانية. يوم 11 يونيو، وافق الحلفاء على بذل 9 مايو 1945 المسؤول «النصر في أوروبا» اليوم [18] تم القبض على Szálasi وغيرها الكثير من المجريين الموالية للفاشية، وعاد في نهاية المطاف إلى حكومة المجر المؤقت للمحاكمة.

### حلف وارسو

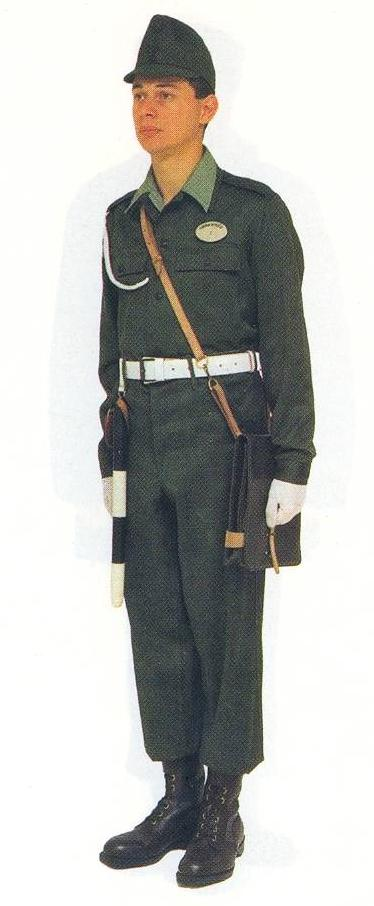
الزي الرسمي للجيش الشعبية الهنغارية (المجرية Néphadsereg) : الهنغارية الصيف الشرطة العسكرية الموحدة (النشر، خاصة، 1965-2005)

خلال الحقبة الاشتراكية وحلف وارسو (1955-1989)، كان لتحصين 200000 قوية كامل المجموعة الجنوبية للقوات في هنغاريا، مع استكمال المدفعية وأفواج دبابات والقوات الجوية وقوات الصواريخ (مع الأسلحة النووية). وكان من قبل جميع وسائل القوة قادرة جدا التي جعلت الاتصال مع القليل من السكان المحليين. بين عامي 1949 و 1955 كان هناك أيضا جهد كبير لبناء جيش كبير الهنغارية. كانت كل الإجراءات والضوابط ومعدات نسخ الدقيق للجيش الأحمر السوفياتي في الأساليب والمواد، ولكن التكاليف الضخمة انهار الاقتصاد عام 1956.
بعد أن تم سحق الثورة خريف 1956 في بودابست، اتخذ معظم السوفيات بعيدا من المعدات للجيش المجرية. طلب جديد المجرية زعيم يانوس كادار وبعد سنوات قليلة، عندما طرحت خيارات للانسحاب، لجميع القوات 200000 السوفياتي على البقاء، لأنها سمحت جمهورية كوريا الشعبية الاشتراكية المجرية إلى اهمال مشروع يستند إلى قواته المسلحة، مما يؤدي بسرعة إلى تدهور من العسكريين. تم حفظها مبالغ كبيرة من الأموال التي تنفق على الطريق، ويشعر حسن التدابير على السكان، وبالتالي يمكن أن تصبح المجر «أسعد ثكنة» في الكتلة السوفياتية.
وكان لتدريب المجندين الفقراء واستخدمت فعليا أكثر من تلك التي صيغت بوصفها قوة العمل الحر (خاصة بناء خط السكة الحديد والعمل الزراعي) بعد أسابيع قليلة من التدريب بندقية الأساسية. نما الرأي العام سلبي للغاية تجاه الجيش المجري ومعظم الشبان حاولوا تجنب مشروع بأعذار طبية وهمية.

## العسكرية الحالية

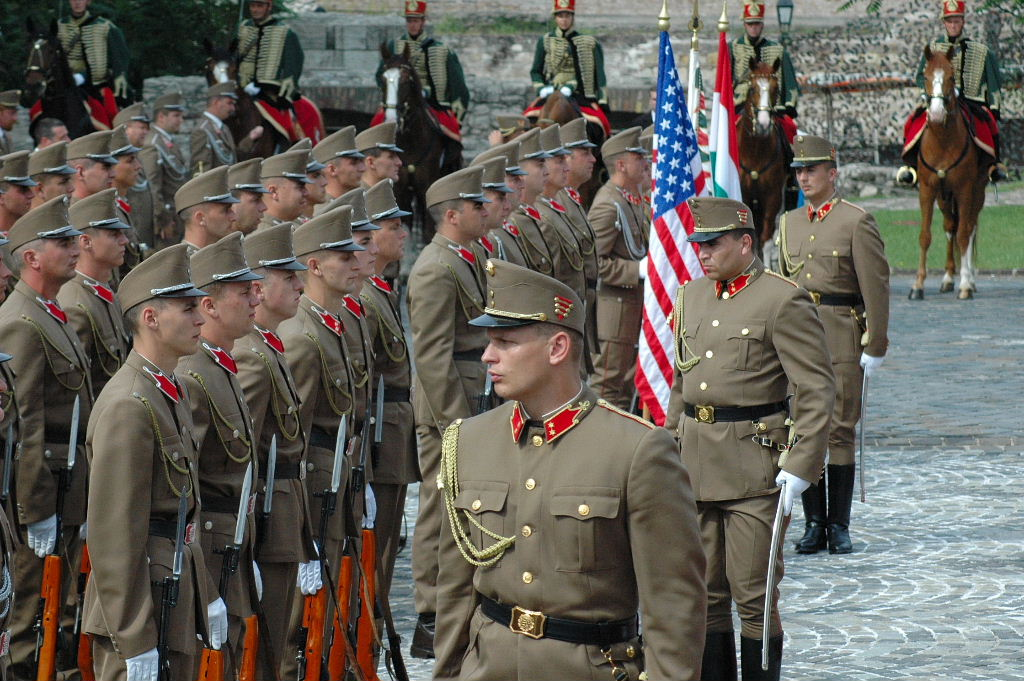
القوات البرية المجرية ترحيب الرئيس الولايات المتحدة. منصة هوسار يمكن رؤيتها على طول الجزء العلوي ق.

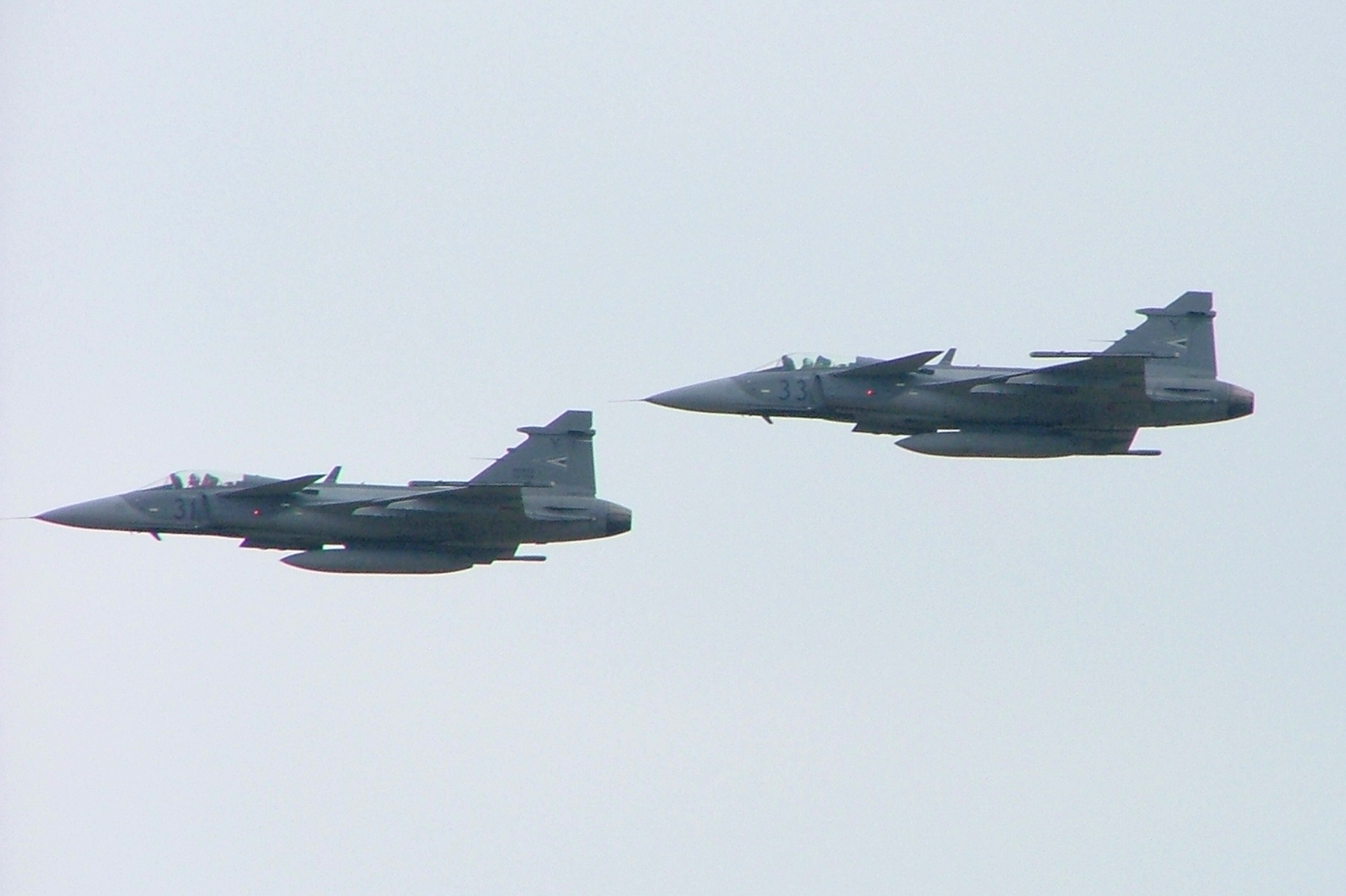
في القوات الجوية المجرية من 14 JAS 39 جريبن s على عقد الإيجار، من بينهم اثنان من اثنين وتتسع (C / D الإصدارات). تم تسليم ثلاث طائرات النهائي في ديسمبر 2007.

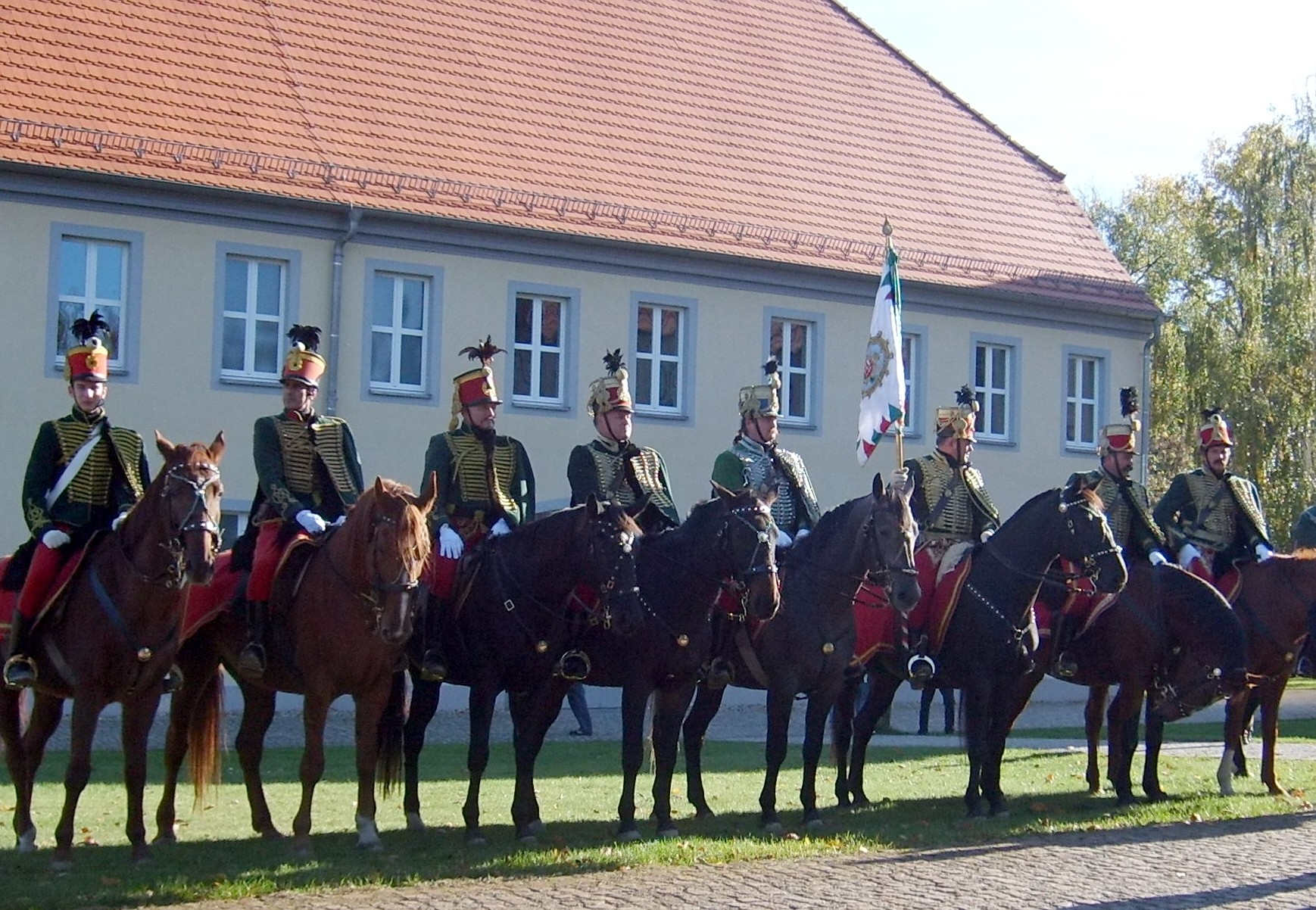
الهنغارية فرقة فرسان

### هيكل القيادة
منذ عام 2007، وقوات الدفاع المجرية تحت هيكل قيادة موحدة. في وزارة الدفاع يحافظ على السيطرة السياسية والمدنية على الجيش. في العسكرية وتمارس القيادة من قبل طاقم الدفاع عن وزارة الدفاع. مرؤوس قيادة القوات المشتركة للتنسيق وقيادة الفيلق HDF.

### هيكل الحديثة قوات الدفاع المجرية اليوم
الدعم الإداري 
- HDF العسكرية الإدارة ومركز معالجة البيانات
- HDF تكبير / أوامر التوظيف
- HDF الغربية المجرية تكبير / قيادة التوظيف
- HDF الشرقية المجرية تكبير / قيادة التوظيف
- مركز عمليات HDF
- حلف شمال الأطلسي / الاتحاد الأوروبي مواقف

 مكافحة 
- HDF 5 'استفان Bocskai' لواء المشاة
- HDF 25 "جيورجي Klapka' لواء المشاة
- HDF 25/88th الكتيبة المختلطة الخفيفة
- HDF 34 «لازلو Bercsényi» كتيبة العمليات الخاصة
- HDF 59 'Dezsõ Szentgyörgyi" قاعدة الطيران
- HDF 12TH Arrabona القذائف المضادة للطائرات فوج
- HDF 86 مروحية قاعدة زولنوك

 دعم مكافحة 
- 37 MH 'فيرينك Rákóczi الثاني" فوج الهندسة
- HDF 93 «ساندور بيتوفي» ان بي سي الكتيبة
- العلامة 43 HDF والقيادة والتحكم فوج الدعم
- 54 HDF المراقبة الجوية فوج فيزبرم
- HDF المدنية والعسكرية والتعاون
- مركز العمليات النفسية
- HDF 'ارتور Görgei" ان بي سي مركز المعلومات
- دعم السلام HDF مركز التدريب
- مركز النقل العسكرية HDF
- HDF هونفيد 1 التخلص من الذخائر المتفجرة وفوج سفينة حربية

"الخدمة -- الدعم '
- HDF 64 'جوزيف زابو Boconádi' فوج اللوجستيات
- مكافحة Bakony HDF مركز التدريب
- HDF بابا مطار قاعدة
- المواد الخطرة HDF مركز التموين
- مركز التموين والإمداد HDF
- إصلاح الطائرات HDF النباتية
- مركز النقل العسكرية HDF
- لواء الدعم HDF
- خدمة المعلومات الجغرافية HDF
- HDF 'الدكتور جيورجي رادو" هونفيد المركز الطبي
- التدريب المركزي وقاعدة HDF HDF 'بال Kinizsi'
- مدرسة تدريب ضباط الصف سانت إندرا

 البعثات الدولية الحالية 
- فريق إعادة إعمار المحافظات HDF وكتيبة مشاة، أفغانستان
- HDF يوفور ألثيا الطارئة، البوسنة والهرسك
- القوة المملوكة HDF، في قبرص وغيرها من البعثات الخاصة.
- الكتيبة المرسلة إلى سيناء ضمن القوة متعددة الجنسيات والمراقبون في سيناء
- البعثة العسكرية إلى مالي
- البعثة العسكرية إلى الكونغو
- البعثة العسكرية إلى العراق سايقاً
- البعثة العسكرية إلى الصومال
- البعثة العسكرية إلى جورجيا
- البعثة العسكرية إلى لبنان
- البعثة العسكرية إلى الصحراء الغربية

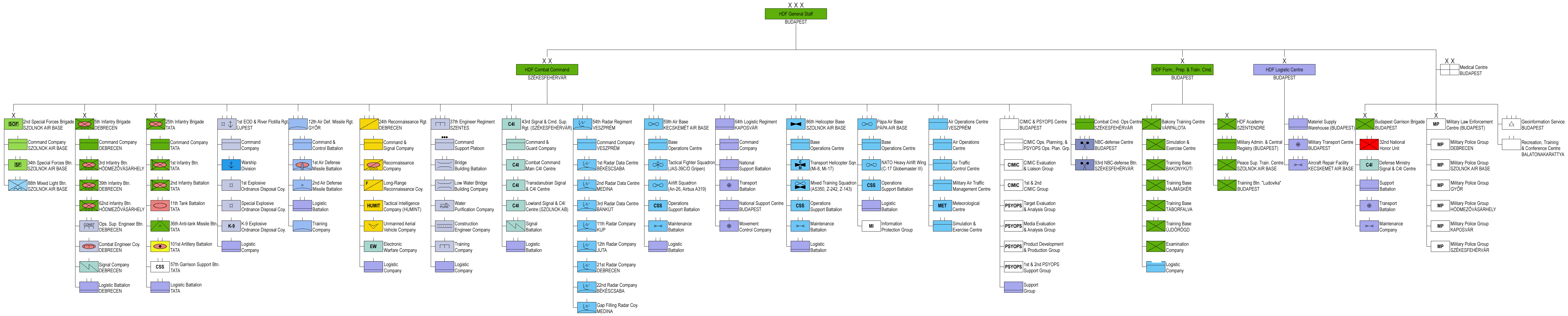
هيكل القوات المسلحة المجرية.

### المعدات
| أسلحة صغيرة                | أيه كيه 63 (بندقية الخدمة), إم 249 (مدفع رشاش خفيف), P9RC (sidearm), رشاش بي كي (رشاش متعدد الأغراض), KGP-9، Gepard anti-materiel rifle, Szép sniper rifle, RPG-7                                                      |
| قوات خاصة                  | بندقية إم-4 القصيرة، جلوك، M24 SWS، إم 249، إم بي 5 |
| دبابة قتاليةs              | 15 تي-72 |
| Infantry Mobility Vehicles | 70+ Humveee, 20+ إنتيرناشيونال ماكس برو and كوغار (مركبة), 691 بي تي أر-80 different versions, 500+ various others in stock (BMP, BRDM, PSZH IV)                                                                       |
| Transport Vehicles         | Rába H-14 4x4 truck, Rába H-18 6x6 truck, Rába H-25 6x6 truck, MAN 8X8 truck, Mercedes-Benz Unimog U400, 223 Mercedes-Benz G-270 CDI BA 10, 5 Mercedes-Benz G-280 CDI BA6 C+R SSA FB6, Toyota Land Cruiser armored car |
| طائرة بدون طيار            | سكايلارك 1 |

## فروع العسكرية
- القوات البرية المجرية
- القوات الجوية المجرية

## وصلات خارجية
- On-line magazin of Hungarian Ministry of Defence
- The homepage of the Hungarian Ministry of Defence
- Magyar Tudomány 2000. január